# Dyroderes
Dyroderes is een geslacht van wantsen uit de familie schildwantsen (Pentatomidae). Het geslacht is beschreven door de Italiaanse entomoloog Spinola in 1837.

Het bevat een enkele soort die eerder in 1775 werd beschreven door de Deense entomoloog Johan Christian Fabricius met de naam (Acanthia umbraculata). De bron BioLib en GBIF registreert ook één fossiele soort: †Dyroderes laticollis (Piton, 1940).

## Soorten
Het genus bevat de volgende soorten:

- Dyroderes umbraculatus (Fabricius, 1775)
- †Dyroderes laticollis Piton, 1940